# Прогресс МС-06
Прогресс МС-06 (№ 436, по классификации НАСА Progress 67 или 67P) — космический грузовой корабль серии «Прогресс», запущенный госкорпорацией Роскосмос для доставки грузов к Международной космической станции (МКС).

## Запуск
Космический грузовик «Прогресс МС-06» запущен 14 июня 2017 года с космодрома Байконур с помощью ракеты-носителя «Союз-2.1а».

## Груз
На борту корабля «Прогресс МС-06» находится около 2,4 тонны грузов: 620 кг топлива для заправки МКС, 47 кг воздуха в баллонах, 420 литров воды в баках, 351 кг контейнеров с рационами питания. Помимо стандартных рационов питания, космонавтам отправили 15 кг свежих яблок, аджику, горчицу, хрен столовый и сырокопченые колбаски. Среди научной аппаратуры на борту «Прогресса» находятся наноспутники «Танюша-ЮГЗУ», «Сфера-53» и ТНС-0 № 2. Помимо того, грузовик привёз на МКС штанины и рукава для скафандра «Орлан-МК».

## Стыковка и отстыковка
Грузовой космический корабль в автоматическом режиме успешно пристыковался к служебному модулю «Звезда» Международной космической станции (МКС).
28 декабря в 01:03 UTC «Прогресс МС-06» отстыковался от МКС и спустя несколько часов сошёл с орбиты над Тихим океаном.